# Граве, Платон Платонович
Плато́н Плато́нович Гра́ве (7 апреля 1867, Рязань, Рязанская губерния, Российская империя — 18 ноября 1919, Воронеж, Воронежская губерния, Российская империя) — математик, доктор физико-математических наук, профессор.

## Биография
Родился в Рязани в семье потомственного дворянина, Платона Ивановича Граве (в будущем — смотрителя Астраханского военного госпиталя) и Юлии Александровны Беловой. Младший его брат, И. П. Граве, стал известным баллистиком.
Три года обучался в Астраханской гимназии, затем, семь лет, — во 2-й Казанской гимназии, по окончании которой в 1885 году поступил на физико-математический факультет Казанского университета.
Окончил университет в 1890 году с золотой медалью и, оставленный при университете для приготовления к профессорскому званию, 16 декабря 1893 года получил звание приват-доцента чистой математики; 10 декабря 1894 года был утверждён в степени магистра чистой математики. Сверх университетских обязанностей, в 1895—1898 годах П. П. Граве состоял преподавателем Казанских: первой гимназии и реального училища. 24 сентября 1898 года был назначен в Юрьевский университет сверхштатным экстраординарным профессором по кафедре чистой математики, перед оставлением Казанского университета получив в нём 24 октября того же года степень доктора чистой математики.
П. П. Граве был одним из противников введения автономии в университете, считая её преждевременной; он выступал против выборности ректоров университетов.
Вместе с Юрьевским университетом эвакуировался в 1918 году в Воронеж, где был образован Воронежский университет, профессором которого П. П. Граве был в течение года, до своей смерти 18 ноября 1919 года. Похоронен в Воронеже на Немецком Чугуновском кладбище.
Жена: Александра Евгеньевна Казанская.

## Труды
Первая работа П. П. Граве, «О параболическом интегрировании по способу наименьших квадратов», была «в печать дозволена» ещё  в студенческие годы — 23 декабря 1888 года.
Наиболее значимые последующие работы:
- К вопросу о трилинейных координатах. — Казань : типо-лит. Ун-та, 1893
- О геометрическом представлении эллиптических интегралов и функции / П.П. Граве, прив.-доц. Имп. Казан. ун-та. — Казань : тип. Имп. ун-та, 1894
- К вопросу об эллиптических функциях / П.П. Граве, прив.-доц. Имп. Казан. ун-та. — Казань : типо-лит. Имп. ун-та, 1897
- О построении кривых третьей степени : [Дис.] / П.П. Граве, прив.-доц. Имп. Казан. ун-та. — Казань : типо-лит. Имп. ун-та, 1898
- Мнения профессора П. Граве по вопросам, предложенным господином министром народного просвещения, относительного желательного устройства университетов Юрьев : тип. Шнакенбург, [1901]
- Интегральное исчисление: Лекции проф. П. П. Граве. — Санкт-Петербург: лит. И. Трофимова, 1904
- К вопросу о тригонометрическом решении разрешимых алгебраических уравнений // Математический сборник, 1907. — Т. 26. — № 2. — С. 199—241
- Курс дифференциального исчисления. — Юрьев, 1910
- Аналитическая геометрия на плоскости. — Юрьев, 1910
- Отчет профессора Императорского Юрьевского университета Пл. Пл. Граве о состоянии преподавания математики в средних учебных заведениях Рижского учебного округа. — Юрьев : тип. Э. Бергмана, 1912